# Peter Klammt
Peter Klammt (* 22. Oktober 1957) ist ein ehemaliger deutscher Fußballspieler. 1977/78 stand er im Kader der DDR-Oberliga-Mannschaft der BSG Wismut Gera. Er bestritt ein Spiel in der höchsten Spielklasse im DDR-Fußball.

## Sportliche Laufbahn
Erste Station von Peter Klammt im organisierten Fußball war die Betriebssportgemeinschaft (BSG) Wismut Gera, wo er im Alter von zehn Jahren die Kindermannschaft aufgenommen wurde. Mit 17 Jahren übernahm ihn die BSG Wismut 1975 in den Männerbereich, wo er zunächst mit der 2. Mannschaft in der drittklassigen Bezirksliga spielte. Bereits in seiner ersten Männersaison wurde er mit Wismut II Bezirksmeister. Gleichzeitig wurde er auch schon in sieben Spielen der 1. Mannschaft in der zweitklassigen DDR-Liga eingesetzt. In der Saison 1976/77 schaffte Wismut Gera den Aufstieg in die DDR-Oberliga, wobei Klammt mit zehn Einsätzen bei 22 Punktspielen und vier Toren beteiligt war. In den acht Aufstiegsrundenspielen wurde er zweimal eingesetzt. In der Saison 1977/78 spielte Klammt überwiegend in der Nachwuchsoberliga und absolvierte mit der 1. Mannschaft nur ein Spiel in der Oberliga. Am 1. Spieltag wurde er für 55. Minuten als Linksaußenstürmer eingesetzt. Da die BSG Wismut nach einer Spielzeit wieder aus der Oberliga abstieg, spielte Klammt anschließend bis 1986 wieder in der DDR-Liga. Zwischen 1980 und 1981 war er für 18 Monate zum Wehrdienst in der Nationalen Volksarmee eingezogen. In der Spielzeit 1982/83 qualifizierte sich Gera erneut für die Oberliga-Aufstiegsrunde. Dazu hatte Klammt mit dem Einsatz in allen 22 Punktspielen und mit fünf Toren beigetragen. In den anschließenden acht Aufstiegsspielen kam er in sieben Begegnungen zum Einsatz, mit Rang vier unter fünf Mannschaften verpassten die Geraer jedoch den Aufstieg. Den in dieser Saison eroberten Stammplatz in der Wismutelf verteidigte Klammt bis 1985. Seine letzte Spielzeit bei Wismut Gera bestritt er 1985/86 mit 16 Einsätzen bei 34 ausgetragenen Punktspielen. Anschließend spielte er eine Saison beim drittklassigen Bezirksligisten Fortschritt Weida und verhalf ihm 1987 zum Aufstieg in die DDR-Liga. Als Freizeitsportler schloss er sich zur Saison 1987/88 der BSG Elektronik Gera an, der er ebenfalls zum Aufstieg verhalf, von der viertklassigen Bezirksklasse in die Bezirksliga. 1989 beendete er seine Fußballerlaufbahn endgültig.